# Les Issard
Les Issard è una frazione del comune di Bardonecchia in provincia di Torino, sita a 1.448 metri s.l.m., faceva parte del comune di Rochemolles già comune a sé stante fino al 1927.

## Geografia fisica
Les Issard si raggiunge percorrendo la strada provinciale che da Bardonecchia sale lungo la valle di Rochemolles dopo circa 3 chilometri.